# Hello (Mohombi-låt)
Hello är en singel av Mohombi, som det sjätte bidraget i den första deltävlingen i Melodifestivalen 2019, där han tog sig direkt till final. Låten är skriven av Alexandru Florin Cotoi, Thomas G:son, Mohombi Moupondo och Linnea Deb. Det var andra gången som han var med i Melodifestivalen. Bidraget tippades av journalisten Markus Larsson att ta sig till finalen.